# Jules Brice
Dominique Damase Jules Brice est un homme politique français né le 29 octobre 1830 à Abaucourt (Meurthe) et décédé le 11 juillet 1905 à Montauville (Meurthe-et-Moselle).

## Biographie
Fils d'agriculteur, Jules Brice, de son vrai nom Dominique Damase Jules Brice, est né à Abaucourt, dans le département Meurthe devenu Meurthe-et-Moselle, le 29 octobre 1830.
Propriétaire agriculteur à Montauville, il est vice-président de la société des agriculteurs de Meurthe-et-Moselle et maire de sa ville. Il écrit de nombreux articles économiques dans la presse. Il est aussi le président-fondateur de la Ligue des cultivateurs et viticulteurs lorrains. Il est élu conseiller d'arrondissement en 1874 jusque 1886, puis il devient conseiller général du canton de Pont-à-Mousson en 1889. Il est ensuite député de Meurthe-et-Moselle de 1893 à 1905, avec le soutien d'anciens boulangistes et des conservateurs. Dans ses discours xénophobes et anti-opportunistes, il traite son concurrent de « fonctionnaire salarié » par le gouvernement. Il dépose une proposition de loi pour une taxe sur les ouvriers étrangers et se prononce contre le gouvernement Léon Bourgeois. En 1898, il se déclare pour Jules Méline et réclame la mise aux arrêts d'« individus tarés, intellectuels ou non ». Il participe à la réunion de Malzéville qui réunit notamment Barrès. Il s'inscrit au groupe républicain nationaliste lors de la formation du groupe. Il est l'un des animateurs d'un groupe libéral progressiste avec Ludovic Gervaize et Ferri de Ludre à Nancy et fait partie avec eux et Corrard des Essarts à l'Union de la paix sociale.
Malade, il se retire à Montauville et y décède le 11 juillet 1905.

## Sources
- « Jules Brice », dans le Dictionnaire des parlementaires français (1889-1940), sous la direction de Jean Jolly, PUF, 1960 [détail de l’édition]
- Jean El Gammal, François Roth et Jean-Claude Delbreil, Dictionnaire des Parlementaires lorrains de la Troisième République, Serpenoise, 2006 (ISBN 2-87692-620-2 et 978-2-87692-620-2, OCLC 85885906, lire en ligne), p. 139